# Бонн, Фердинанд
Фердинанд Бонн (1861——1933) — немецкий актёр, режиссёр, театральный деятель и драматург. Сын баварского писателя и юриста Франца Бонна.
Учился у Э. Поссарта. Начал играть в 1885 году в нюрнбергском городском театре (дебют — роль Дервиша в «Натане Мудром» Лессинга). Выступал в 1885-86 в Москве, в 1881—1896 годах в мюнхенском придворном театре, в 1891-96 годах — в «Бургтеатре» (Вена), позже в «Лессинг-театре» (Берлин) и других. Был занят в ролях Гамлета, Карла Моора (в «Разбойниках» Ф. Шиллера), Раскольникова. В 1905 году основал собственный «Берлинский театр Фердинанда Бонна», проработавший два сезона. В театре шли по преимуществу пьесы самого Бонна — «Молодой Фриц» (1898), «Людовик II» (1907) и другие, а также инсценировки рассказов А. Конана Дойла о Шерлоке Холмсе (в том числе самая успешная — «Собака Баскервилей», 1907).
В своих дальнейших гастролях играл роли Гамлета, Шейлока, Франца Моора и др. В 1909 года исполнил заглавную роль в своей постановке «Ричарда III».
Начиная с 1912 года много снимался в кино. Оставил мемуары «Два года директора театра в Берлине» (Zwei Jahre Theater-Direktors in Berlin. В., 1908).